# 查尔斯·凯迪斯
查尔斯·路易斯·凯迪斯（英語：Charles Louis Kades，1906年3月12日—1996年6月18日）是美国的军人、律师，是盟軍最高司令官總司令部成员，对《日本国宪法》制订出台起到重大作用。